# DJ Cassidy
DJ Cassidy, pseudonimo di Cassidy Durango Milton Willy Podell (New York, 27 giugno 1981), è un disc jockey e produttore discografico statunitense.
Con le sue tipiche pagliette, maglioni da cricket, papillon, smoking color block e microfono in oro 24 carati, Cassidy è diventato noto per il suo lavoro alle funzioni di celebrità, tra cui la festa del cinquantesimo compleanno e l'insediamento presidenziale di Barack Obama nel 2009, e il matrimonio di Beyoncé e Jay-Z nel 2008.

## Biografia

### Primi anni di vita e formazione
Nato nell'Upper East Side di New York, Cassidy è il secondogenito di Monica Podell, nata Faust, e dell'agente musicale Jonny Podell. La sorella di Cassidy, Brittany, è nata nel 1977. Al momento della nascita di Cassidy, Jonny Podell era un agente di prenotazione per la Norby Walters Associates; divenne capo della musica all'ICM nel 1996. Lui e Monica Podell si separarono nel 1982.
Interessato a fare il deejay fin dalla tenera età, Cassidy ha detto di essere sempre stato un "ragazzo hip-hop". Da bambino guardava film sulla danza come Breakdance e Breakdance 2: Electric Boogaloo, e in seguito ha amato Grandmaster Flash, Kool Herc e Afrika Bambaataa. Per il suo decimo compleanno gli furono regalati due fonografi e un mixer. Ha iniziato lavorando alle feste per adolescenti, ai carnevali scolastici e ai talent show poi, dall'ultimo anno, nei nightclub.
Nel 1999 ha iniziato i suoi studi universitari presso l'Università George Washington prima di trasferirsi all'Università di New York, dove si è specializzato in sociologia e si è laureato nel 2003.

### Spettacoli
Cassidy è stato scoperto da Sean Combs mentre lavorava nel turno di notte dalle 10 alle 4 a una festa di GQ nel seminterrato del Lotus, un club di Manhattan. Combs ha scritto il suo numero di telefono su un tovagliolo e ha chiesto a Cassidy di chiamarlo, cosa che ha portato Cassidy a lavorare al matrimonio di Jennifer Lopez e Cris Judd nel 2001, così come alle feste dei Grammy e agli MTV Video Music Awards. Nel 2011, secondo Forbes, Cassidy si esibiva in 200 concerti all'anno, guadagnando a volte $ 100.000 a notte. MusicRadar ha riferito nel 2014 di aver utilizzato due giradischi digitali CDJ 2000 di Pioneer Electronics, un Pioneer DJM-900, cuffie intrauricolari realizzate su misura da JH Audio e un microfono in oro 24 carati realizzato su misura da Shure.
Noto per indossare pagliette, maglioni da cricket e smoking, spesso in rosa e verde, Cassidy ha lavorato alle feste organizzate da Oprah Winfrey e Anna Wintour e ai matrimoni di Beyoncé, Jennifer Lopez e Kim Kardashian. Dopo aver lavorato alla festa di apertura nel 2009 della scuola femminile di Oprah Winfrey in Sud Africa, lei lo ha raccomandato agli Obama. Ciò lo ha portato a lavorare al primo ballo di insediamento del presidente Obama nel 2009, alle feste per il cinquantesimo compleanno del presidente e di Michelle Obama e alla Convention Nazionale Democratica del 2012.
Si è poi esibito all'insediamento di Joe Biden nel 2021. Nella performance Celebrating America, si è esibito insieme a Luis Fonsi e Ozuna per portare il messaggio d'amore in America.

## Discografia

### Singoli
- 2014 – Calling All Hearts (feat. Robin Thicke e Jessie J)
- 2014 – Make the World Go Round (feat. R.Kelly)
- 2015 – Future Is Mine (feat. Chromeo)
- 2016 – Kill the Lights (con Alex Newell feat. Jess Glynne e Nile Rodgers)
- 2017 – Honor (feat Grace e Lil Yachty)